# Депресори
Депресори (рос. депрессоры, англ. depressors, нім. Drücker m, druückende Sammler m, drückende Schwimmittel n, drückende Flotationsmittel n) — поверхнево-активні речовини, що при флотації одних мінералів перешкоджають флотації інших.

## Механізм дії депресорів
При введенні в процес флотації викликають зменшення вилучення тих або інших мінералів. Механізм дії пов'язаний з витісненням збирача з поверхні мінералу і створення умов, що перешкоджають сорбції збирача; можливе також утворення на поверхні мінералів, оброблених депресором, гідрофільних плівок, що унеможливлюють гідрофобізуючий ефект збирача.
Основні механізми дії реагентів депресорів на флотацію такі:
- розчинення поверхневих сполук збирача і створення умов, що перешкоджають закріпленню збирача на мінеральній поверхні (механізм І);
- витиснення йонів збирача йонами депресора, які створюють з йонами мінералу важкорозчинні гідрофільні сполуки (механізм ІІ);
- реагент депресор утворює гідрофільні сполуки на ділянках поверхні, не зайнятих збирачем без його витиснення (механізм ІІІ);
- закріплення на вільних від збирача ділянках мінеральної поверхні відносно крупних гідрофільних утворень — тонкодисперсних неорганічних або органічних частинок (механізм IV).
- зміна властивостей реагентів збирачів, які знаходяться у рідкій фазі пульпи, що веде до погіршання їхнього закріплення на мінеральній поверхні внаслідок зв'язування збирача у нерозчинні сполуки або зменшення ступеня дисоціації збирача зі зниженням концентрації флотаційно-активних аніонів збирача (механізм V);
- зв'язування активуючих йонів, які знаходяться у розчині, у нерозчинні сполуки, що веде до зменшення на мінеральній поверхні активних центрів, де закріпляється збирач (механізм VI);
- покриття поверхні бульбашок плівкою колоїдних сполук — продуктів хімічних реакцій у водній фазі пульпи, що сповільнює (або заглушає) флотацію (механізм VII).

## Найважливіші депресори
Сульфід натрію та інші водорозчинні сульфіди, ціаніди, сульфіти, гіпосульфіти та деякі сульфати, хромові солі, силікат натрію (рідке скло), органічні високомолекулярні полімери — крохмаль, декстрин, карбоксиметилцелюлоза та ін.